# Regina di cuori (personaggio)
La Regina di Cuori è un personaggio immaginario presente nel racconto di Lewis Carroll Le avventure di Alice nel Paese delle Meraviglie. È la bellicosa governante del "Paese delle Meraviglie", assieme al più bonario marito, il Re di cuori.
È inoltre colei che, in occasione di un gran concerto da lei indetto, accusò il Cappellaio Matto di stare "assassinando il tempo"; da allora il tempo non è più in buoni rapporti col Cappellaio e si rifiuta di fare come questi desidera, rimanendo fermo all'ora del tè, le cinque del pomeriggio.

## Il personaggio
In Le avventure di Alice sottoterra, versione primitiva del romanzo, la Regina accorpava in sé anche elementi di quello che poi sarebbe diventato un personaggio a sé stante, la Duchessa Brutta; nella revisione del testo l'autore decise di darle un'identità più precisa e delle caratteristiche peculiari che lo portarono a creare il personaggio successivamente conosciuto.
Per quanto riguarda il suo aspetto, Lewis Carroll non dà precise descrizioni nel libro. John Tenniel si ispirò vagamente alla Regina Vittoria per disegnare il personaggio.
La Regina è uno dei pochi personaggi del libro a essere citata nei capitoli precedenti a quello della sua prima apparizione: molti altri personaggi la nominano, quasi sempre con timore reverenziale, e sottolineano il suo ruolo preminente nel Paese delle Meraviglie. In realtà, quando finalmente Alice arriverà al suo cospetto, scoprirà che il suo potere è tutt'altro che assodato, piuttosto gli altri le obbediscono per non incappare nella sua furia.
Tra le molte interpretazioni che sono state date circa questo personaggio, quella forse più prossima all'idea originale di Carroll è quella di Martin Gardner: al pari di altri personaggi, la Regina è l'allegoria di una caratteristica negativa dell'età adulta: ella rappresenterebbe dunque l'adulto che si arrabbia di continuo e per futili motivi, spesso senz'altro risultato che non creare ancor più confusione.

### La Regina di Cuori e la Regina Rossa
La Regina di Cuori viene spesso scambiata con la Regina Rossa, antagonista del successivo libro Attraverso lo specchio e quel che Alice vi trovò; sin dalla pubblicazione di quest'ultimo (1871) ci fu chi pensò che in effetti si trattasse dello stesso personaggio, nonostante nelle illustrazioni di sir John Tenniel le due apparissero profondamente diverse: la Regina di Cuori era ispirata alla figura presente nelle carte a semi francesi, la Regina Rossa era invece visibilmente associabile all'omonimo pezzo degli scacchi. Le due hanno in effetti dei tratti in comune: entrambe sono associabili al colore rosso e tendono a essere percepite come personaggi negativi; tuttavia fu lo stesso Carroll a distinguere le due Regine:
In effetti nei vari adattamenti cinematografici e televisivi dei libri di Alice si tende a fondere la Regina Rossa con la Regina di Cuori: è il caso del film Disney del 1951, dove l'antagonista viene identificata con la Regina di Cuori, ma incarna caratteristiche di entrambe le Regine.
Al contrario, nel remake del 2010 e nel suo sequel, il personaggio viene chiamato Regina Rossa, pur risultando una fusione di entrambe le Regine.
Nel videogame American McGee's Alice e nel suo sequel Alice: Madness Returns appare come antagonista la Regina di Cuori, a sua volta fusione di entrambe le Regine.

## Altri media

### Cinema

La Regina di Cuori nella versione Disney

- Nel film Disney Alice nel Paese delle Meraviglie la regina è una donna grassa, pomposa, bisbetica, irascibile nonché molto brusca, ma, nonostante questo, sempre acclamata e rispettata dal suo popolo. Quando si arrabbia (e questo le accade molto spesso) è soggetta a violentissimi scoppi di ira che la portano a prendersela con i suoi sottoposti, i quali spesso finiscono per essere giustiziati anche per futili motivi. È accompagnata dal marito, il Re di Cuori, di corporatura più esile e, a differenza della consorte, tenuto in bassissima considerazione dal suo popolo. Il personaggio Disney risulta molto diverso da quello del romanzo di Carroll: infatti, nel libro la Regina gridava sempre condanne a morte, ma nessuno le eseguiva mai, Alice non aveva rispetto nei suoi riguardi, e persino il re portava poco rispetto alla sua consorte. Il personaggio Disney risulta quindi una fusione tra la Regina di Cuori e la Regina Rossa di Attraverso lo specchio, molto più autoritaria, capace addirittura di tenere a freno le parole della curiosa Alice. La versione Disney è apparsa anche in episodi della serie House of Mouse - Il Topoclub, tra cui lo speciale di Halloween Topolino & i cattivi Disney e lo speciale di Natale Il bianco Natale di Topolino - È festa in casa Disney.
- Nel film Alice nel paese della meraviglie del 1999 è interpretata da Miranda Richardson.
- Nel film di Tim Burton del 2010 Alice in Wonderland appare una versione del personaggio interpretata da Helena Bonham Carter e doppiata in italiano da Claudia Razzi, la cui testa è stata ingrandita tre volte grazie all'uso del computer. Come nel film a cartoni animati Disney, anche qui il personaggio è una fusione della Regina di Cuori con la Regina Rossa di Attraverso lo specchio, ma porta il titolo di quest'ultima. Tuttavia il suo vero nome è Iracebeth di Crims ed ha assunto il potere sul Paese delle Meraviglie (il cui vero nome è Sottomondo) dopo aver spodestato la sorella minore Mirana di Marmoreal, la Regina Bianca.

### Televisione
- Nel telefilm C'era una volta (Once Upon A Time), la Regina di Cuori è in realtà la madre della regina cattiva di Biancaneve Grimilde (che nella serie TV ha per nome Regina) ed il suo nome è Cora (sebbene i due aspetti del personaggio vengano introdotti separatamente nella prima stagione e solo nella seconda viene rivelata la vera identità della Regina di Cuori) strega anch'essa ed antagonista della seconda stagione, interpretata da Barbara Hershey e Jennifer Koeing (quest'ultima solo nella sua prima apparizione come Regina di Cuori nell'episodio Il trucco del capello), e doppiata in italiano da Maria Pia Di Meo. Donna autoritaria e assetata di potere, Cora diventa la regina del Paese delle Meraviglie dopo che Regina la spinge in uno specchio magico donatole da Tremotino per eliminarla dalla sua vita dopo che l'ha costretta a sposare il re padre di Biancaneve e ucciso il ragazzo di cui la figlia era innamorata (lo stalliere Daniel). Oltre ad essere la Regina di Cuori nel telefilm Cora è anche la figlia del mugnaio che stringe un patto con Tremotino nella fiaba omonima, nella terza stagione si scopre che prima di Regina ha avuto un'altra figlia di nome Zelena che è la Malvagia Strega dell'Ovest.
 Hershey riprende il ruolo di Cora in un flashback della serie spin-off C'era una volta nel Paese delle Meraviglie dove inizia alla magia la giovane Regina Rossa Anastasia.
- Appare nella serie animata Ever After High dove a differenza delle altre versioni non viene rappresentata come una vera cattiva, ma come un ostaggio da salvare. Ha una figlia di nome Lizzie Hearts.

### Videogiochi
- È il boss finale nel videogioco American McGee's Alice. Nella versione di American McGee, la Regina è una creatura demoniaca che rappresenta la proiezione dei sensi di colpa di Alice, gli stessi che hanno causato la sua follia dopo la morte accidentale dei suoi genitori. Essa, oltre al suo aspetto mortale, ha una forma tentacolare e una forma "finale" in cui è un mostro gigantesco e dall'aspetto ripugnante. Nel sequel Alice: Madness Returns il personaggio ricompare con un aspetto diverso: ormai sconfitta e resa innocua, ha il volto della stessa Alice quando questa era ancora una bambina.
- La Regina di Cuori (nella sua versione Disney) è apparsa in vari videogiochi Disney come La rivincita dei Cattivi (dove strappa le pagine del libro delle fiabe per cambiare la storia in suo favore) e in vari capitoli della saga di Kingdom Hearts.